# Mats Anders Olsson

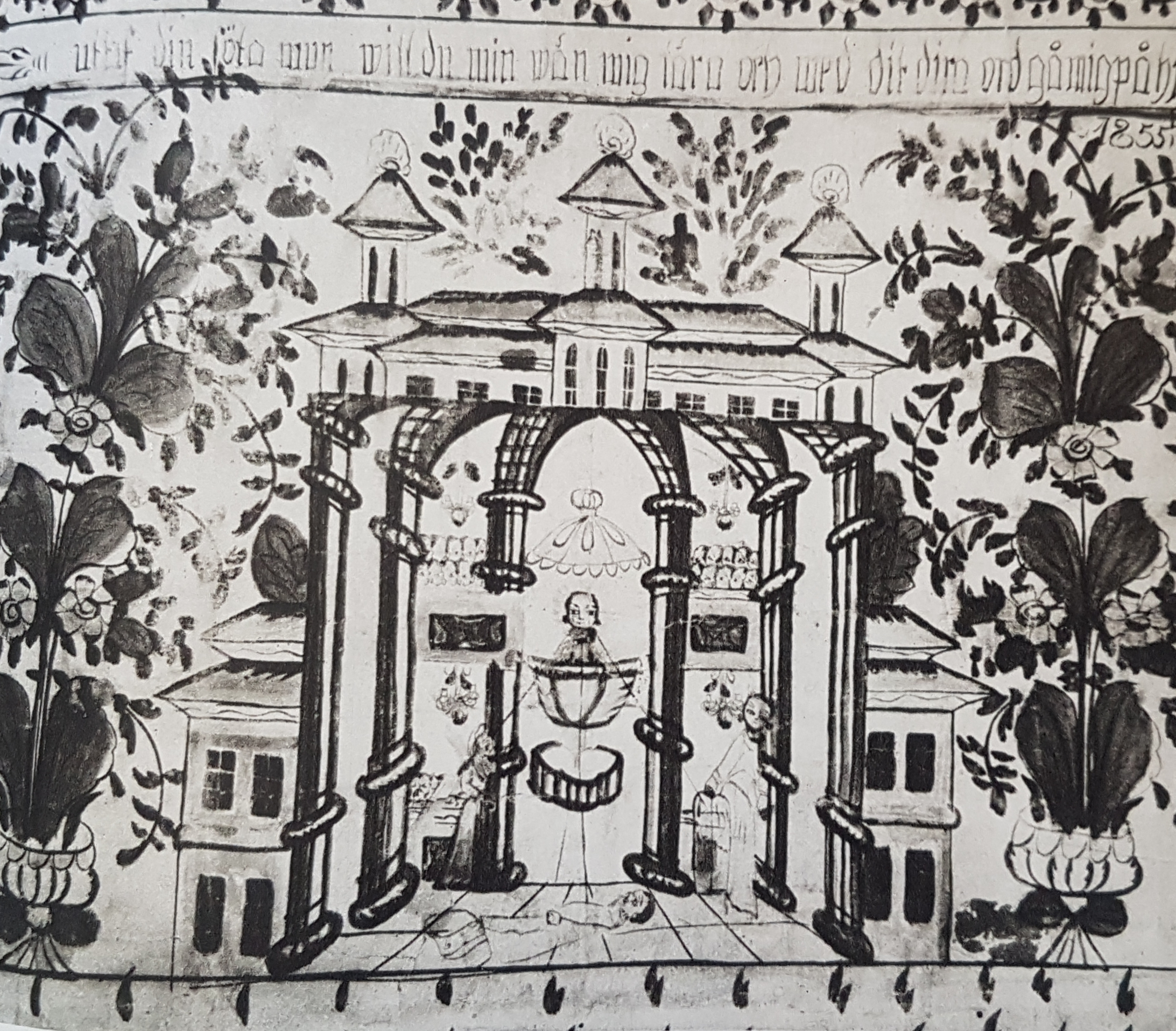
Om Guds predikande kärlek, målning på papper efter förlaga i Müllers Himmelska kärlekskyss 1885, målad av Mats Anders Olsson.

Mats Anders Olsson, född 7 augusti 1824 i Västanå, Boda socken, Kopparbergs län, död där 31 mars 1878, var en svensk dalmålare.
Han var son till Mats Olof Andersson och från 1854 gift med Brita Ersdotter. Han lärde sig att måla som medhjälpare till sin far redan från ungdomsåren. Hans verksamhetsperiod är nästan identisk med faderns eftersom han avled endast två år efter faderns frånfälle. I sina tidiga målningar där han använde anilinfärger följde han sin fars stil och motivval men i början av 1850-talet efter att han kommit över ett exemplar av Henrici Müllers Himmelska kärlekskyss använde han bokens kopparstick som förlagor för sina målningar. Han framstår därigenom som den främste kärlekskyssmålaren i Rättviksmåleriet. I de fall han signerade sina arbeten använde han bokstäverna AOS men på Art Institute of Chicago finns målningen Visa och fåvitska jungfruar som även är signerat med gårdsnamnet.